# Maximilian Stephan
Maximilian Stephan (* 11. September 1983 als Maximilian Stephan Jaksch in Kaufbeuren) ist ein deutscher Filmkomponist, Musiker und Grafikdesigner.

## Leben
Nach dem Abitur studierte Maximilian Stephan Kommunikationsdesign an der Hochschule Augsburg. Während seiner Anstellung als Grafikdesigner spielte er als Sänger und Gitarrist bei den Bands Dear John Letter, Carpet und Instrument, produzierte Platten und spielte Livekonzerte in Deutschland und Europa. Seit 2018 arbeitet er freiberuflich als Komponist für Film und Fernsehen. Im Jahr 2020 erschien sein erstes Soloalbum unter dem Namen „Half Pair“.
Er lebt und arbeitet in Augsburg.

## Diskographie (Auswahl)

### Instrument
- Olympus Mons (2012), Instrument Village, München
- Read Books (2014), Instrument Village, München

### Carpet
- The Eye Is The Heart Mirror (2009), Self-Release[2]
- Elysian Pleasures (2013), Elektrohasch, München[3]
- Riot Kiss (2014), Elektrohasch, München[4]
- Secret Box (2017), Elektrohasch, München[5]
- About Rooms and Elephants (2018), Elektrohasch, München[6]
- Collision (2024), Kapitän Platte, Bielefeld[7]

### Half Pair
- Half Pair (2020), Albert Matong Atelier für Musik, Augsburg[8]

## Filmographie (Auswahl)
- 2014: WhoAmI – Kein System ist sicher, Assistant Composer[9]
- 2017: Whatever Happens, mit Michael Kamm und Tim Allhoff, Langspielfilm, Regie: Niels Laupert[10]
- 2018: Selflove, Kurzspielfilm, Regie: Julian Reich[11]
- 2020: I Care, Kurzspielfilm, Regie: Micha Meevs[12]
- 2021: Prey, Langspielfilm, Regie: Thomas Sieben[13]
- 2022: Funeral for a Dog, 8-teilige Serie, Additional Composer, Regie: David Dietl, Barbara Albert[14]
- 2022: Lost and Found, Kurzspielfilm, Regie: Maya Duftschmid[15]
- 2023: Drift: Partners in Crime, 10-teilige Serie, Regie: Tim Trachte, Ngo The Chau[16]
- 2024: Home Sweet Home, Langspielfilm, Regie: Thomas Sieben[17]